# Niên biểu Chiến tranh thế giới thứ hai (1941)
Đây là một Niên biểu các sự kiện diễn ra trong thời gian Chiến tranh thế giới thứ hai, trong năm 1941.

## Tháng 1 năm 1941
1: Thống kê từ cuộc ném bom Luân Đôn vào đêm hôm trước cho thấy các công trình Old Bailey, Guildhall cùng 8 nhà thờ do Christopher Wren thiết kế đã bị phá hủy hoặc hư hại nặng.
1: Không quân Hoàng gia Anh (RAF) ném bom các xưởng chế tạo máy bay ở Bremen, Đức.
2: Máy bay ném bom Đức, có lẽ do sai lộ trình bay, đã ném bom xuống Ireland đêm thứ hai liên tiếp.
2–4: Bardia bị máy bay ném bom và tàu hải quân ngoài khơi của Anh oanh tạc.
3: Máy bay ném bom của RAF tấn công Bremen và kênh đào Kiel tại Đức. Cây cầu bắc qua con kênh bị đánh trúng và đổ sập, tàu Yrsa của Phần Lan cũng bị chìm.
5: Chiến dịch Compass: Quân Úc thuộc Quân đoàn XIII (Lực lượng Sa Mạc Tây đổi tên) chiếm Bardia từ tay quân Ý và bắt được 45.000 tù binh. Mục tiêu tiếp theo, Tobruk, còn cách đó 70 dặm.
5: Lãnh đạo đảng phát xít ở Wallonia là Léon Degrelle đọc diễn văn tại thành phố Liège đang bị Đức chiếm đóng và tuyên bố sự ủng hộ của Đảng Rexist đối với Đức Quốc Xã.
6: Quân Hy Lạp tiến về đèo Klisura.
7: Các lực lượng Thịnh vượng chung Anh ở Bắc Phi tới gần Tobruk; sân bay của thành phố thất thủ.
10: Chương trình Cho vay-Cho thuê được giới thiệu tại Quốc hội Hoa Kỳ.
10: Hiệp ước Thương mại và Biên giới Xô-Đức được ký kết.
10: Hàng không mẫu hạm HMS Illustrious (87) bị máy bay Đức đánh bị thương khi đang trên đường tới Malta. Bằng chứng rõ ràng cho thấy Không quân Đức (Luftwaffe) đã nắm ưu thế trên không tại Địa Trung Hải. Cuộc tấn công này mở đầu cho thời kỳ khốn khó của đảo Malta trong những tháng tiếp theo.
10: Quân Hy Lạp tại Albania chiếm được con đèo chiến lược quan trọng Klisura.
11: Tại Luân Đôn, 57 người bị giết và 69 bị thương khi bom Đức rơi ngay ngoài Ngân hàng Anh, phá hủy ga Tàu điện ngầm Luân Đôn bên dưới và để lại một hố bom 120 thước.
12: Chiến dịch Compass: Quân Anh-Úc chuẩn bị tấn công Tobruk của Ý.
13: Luftwaffe không kích dữ dội vào ban đêm tại Plymouth.
14: Lần đầu tiên ký hiệu chữ "V" chiến thắng được sử dụng trên kênh BBC ở Bỉ, Radio Belgique, bởi Victor de Laveleye.
15: Tình trạng thù địch giữa Quốc Dân đảng và Đảng Cộng sản ở Trung Quốc trở nên thêm rõ rệt; một số lớn người Cộng sản đã buộc phải từ bỏ vũ khí một cách miễn cưỡng.
16: Các lực lượng Anh bắt đầu cuộc phản công đầu tiên tại Mặt trận Đông Phi, từ lãnh thổ Kenya tiến vào Ethiopia thuộc Ý.
16: Máy bay ném bom Đức tấn công kịch liệt Valletta, Malta, tàu HMS Illustrious lại bị đánh trúng lần nữa.
17: Chiến thắng quyết định của hải quân chính phủ Vichy trong trận Ko Chang, Chiến tranh Pháp-Thái.
17: Vyacheslav Mikhailovich Molotov gặp đại sứ Đức Friedrich Werner von der Schulenburg tại Moskva. Liên Xô không nhận được bất cứ câu trả lời nào của Đức về vấn đề đàm phán gia nhập phe Trục (từ 26 tháng 11 năm 1940). Schulenburg trả lời rằng điều đó cần phải thảo luận với Ý và Nhật trước.
18: Các cuộc không kích tại Malta được tăng cường cả về mức độ tập trung và cường độ.
19: Các sư đoàn Ấn Độ số 4 và 5 tiếp tục phản công tại Đông Phi, từ Sudan đánh vào Eritrea thuộc Ý.
19: Hitler và Mussolini gặp gỡ tại Berchtesgaden; Hitler đồng ý sẽ hỗ trợ cho Ý tại Bắc Phi.
21: Chiến dịch Compass: Quân Anh-Úc hoàn tất việc đánh chiếm Tobruk.
21: Có những báo cáo rằng phát xít Romania ("Iron Guard") đang hành hình người Do Thái ở Bucharest.
23: HMS Illustrious rời Malta đến Alexandria để sửa chữa những hư hại nghiêm trọng.
23: Charles Lindbergh điều trần trước Quốc hội Hoa Kỳ và khuyến cáo Hoa Kỳ đàm phán một hiệp ước trung lập với Adolf Hitler.
24: Các lực lượng Anh tại Kenya tiếp tục phản công ở Đông Phi và tiến đánh Somaliland thuộc Ý.
29: Nhà độc tài Hy Lạp Ioannis Metaxas qua đời.
30: Quân Anh ở Bắc Phi chiếm Derna; cách Tobruk 100 dặm về phía tây.
31: Sư đoàn Ấn Độ số 4 bọc đánh và chiếm Agordat, Eritrea. 1.000 quân Ý và 43 khẩu pháo dã chiến bị bắt.

## Tháng 2 năm 1941
1: Đô đốc Husband E. Kimmel được chỉ định làm tư lệnh Hải quân Hoa Kỳ tại Thái Bình Dương.
3: Trung tướng Erwin Rommel được chỉ định làm chỉ huy "Quân đội Đức tại Châu Phi". Đơn vị này về sau được chính thức đặt tên là "Quân đoàn châu Phi".
3: Đức ép buộc phục hồi chức vụ cho Pierre Laval tại Vichy.
7: Chiến dịch Compass: sau nhiều ngày chiến đấu, một đội quân cơ động thuộc Quân đoàn XIII Anh (Lực lượng Combe) đã cắt đứt đường rút lui của Tập đoàn quân 10 Ý trong trận Beda Fomm. Không thế đột phá qua lực lượng này, khoảng 130.000 quân Ý đã ra hàng tại trong và nam Benghazi.
8: Hạ viện Hoa Kỳ thông quan dự luật Cho vay-Cho thuê.
9: Mussolini được thông báo rằng quân tiếp viện Đức đang trên đường tới Bắc Phi.
9: Quân Anh tới El Agheila, Cyrenaica.
9: Các thiết giáp hạm Anh bắn phá Genoa trong khi máy bay oanh tạc Livorno.
9: Churchill tiếp tục xin Hoa Kỳ "hãy cung cấp cho chúng tôi những công cụ".
10: Giai đoạn khủng hoảng của Malta: từ giờ cho đến hết tháng 3, ngày nào hòn đảo cũng bị tấn công dữ dội.
11: Các đơn vị của Quân đoàn châu Phi bắt đầu tới Tripoli, Tripolitania.
11: Quân Anh tiến vào Somaliland thuộc Ý.
14: Rommel tới Tripoli.
14: Quân đoàn châu Phi bắt đầu tiến về phía đông tới các vị trí tiền tiêu của Anh tại El Agheila. Quân Anh ở Bắc Phi lúc này đã bị suy yếu do việc điều quân đến Hy Lạp.
15: Người Do Thái ở Áo bị trục xuất đến các khu Do Thái ở Ba Lan.
19: Mở đầu "cuộc oanh tạc ba đêm" tại Swansea, South Wales. Sau 3 đêm bị ném bom dữ dội đó, trung tâm thị trấn Swansea gần như bị xóa sổ hoàn toàn.
20: Quân Đức và quân Anh đụng độ lần đầu tiên tại Bắc Phi—ở El Agheila, tây Libya.
21: Các lực lượng Đức tiến qua Bulgaria hướng đến mặt trận Hy Lạp.
24: Tàu ngầm U-boat của Đức ngày càng thành công tại Đại Tây Dương.
24: François Darlan được chỉ định làm người đứng đầu chính phủ Vichy ở Pháp.
25: Tàu ngầm Anh "Upright" đánh chìm tuần dương hạm Ý "Armando Diaz" ở Địa Trung Hải.
25: Mogadishu, thủ đô của Somaliland thuộc Ý, bị quân Anh đánh chiếm.
28: Máy bay của RAF ném bom Asmara, Eritrea.

## Tháng 3 năm 1941

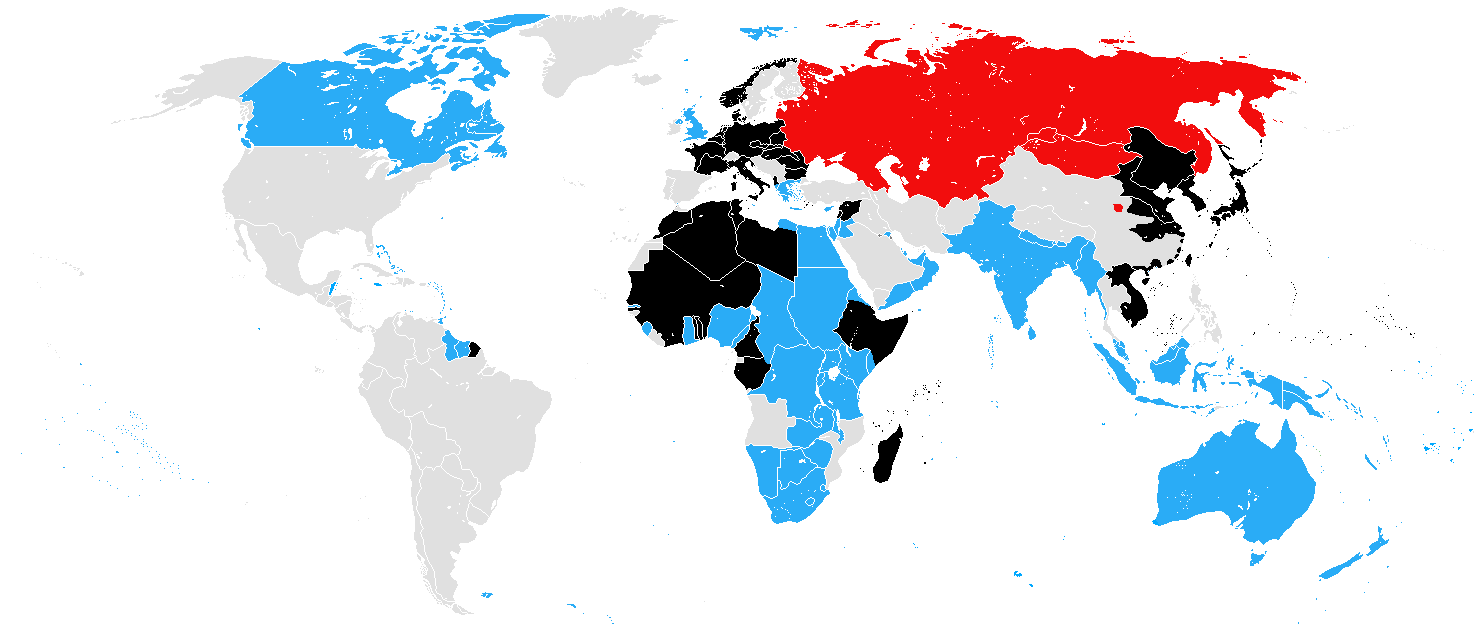
Tình trạng các cường quốc Đồng Minh và phe Trục, tháng 3 năm 1941.

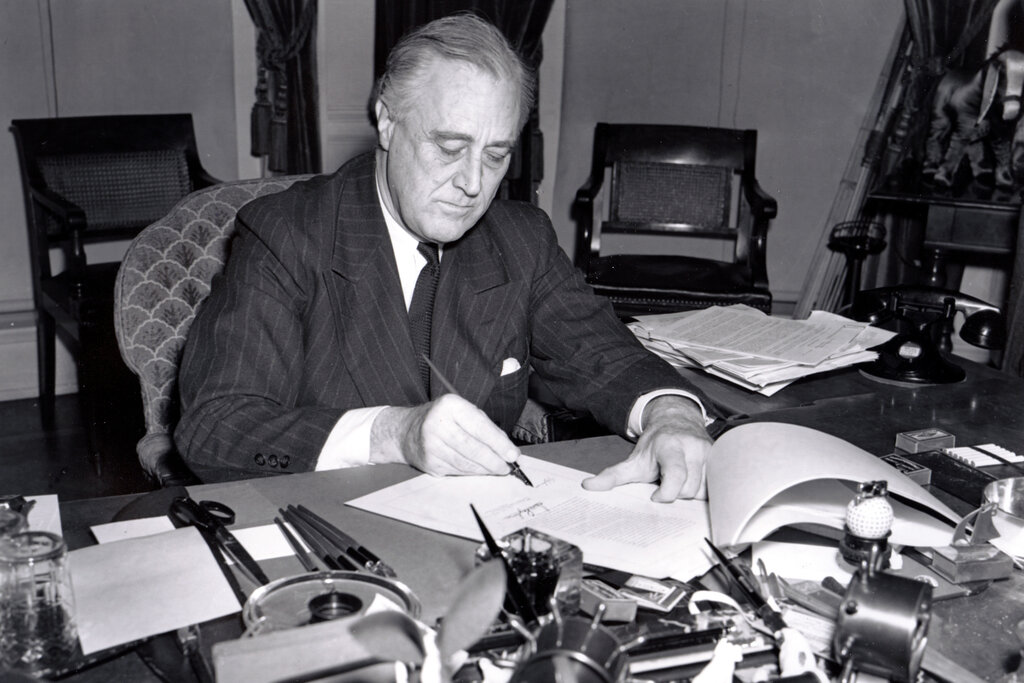
Tổng thống Hoa Kỳ Franklin D. Roosevelt ký dự luật Cho vay-Cho thuê để hỗ trợ cho Anh và Trung Quốc (1941)

1: Hitler ra mệnh lệnh mở rộng trại tù nhân Auschwitz, do Rudolf Höss điều hành.
4: Đặc công Anh tiến hành tấn công các cơ sở lọc dầu tại Narvik, Na Uy.
4: Hoàng tử Paul, nhiếp chính Nam Tư đồng ý gia nhập phe Trục.
7: Đội quân Anh đầu tiên đổ bộ lên Hy Lạp, tại Piraeus.
8: Luân Đôn lại bị ném bom, Cung điện Buckingham bị đánh trúng.
9: Chiến dịch Tấn công Mùa xuân của Ý tại mặt trận Albania bắt đầu.
10: Quân Anh và quân Ý đụng độ trong một cuộc giao tranh ngắn tại Eritrea.
10: Thương vong nặng nề ở Portsmouth sau một đêm ném bom dữ dội của Luftwaffe.
11: Tổng thống Roosevelt ký dự luật Cho vay-Cho thuê (đã được lưỡng viện Quốc hội thông qua) cho phép Anh, Trung Quốc và các quốc gia đồng minh khác mua thiết bị quân sự và hoãn thanh toán cho đến hết chiến tranh.
12: Lực lượng thiết giáp hạng nặng của Đức - các xe tăng Panzer - đến Bắc Phi, chuẩn bị cho cuộc tấn công lớn đầu tiên của Đức tại đây.
13: Luftwaffe tung lực lượng lớn tấn công Glasgow và các khu công nghiệp vận tải dọc sông Clyde.
17: Trong tuần này, các đội hộ tống Đồng Minh chịu thiệt hại nặng nề tại trung Đại Tây Dương.
17: Hoa Kỳ chuyển đổi Khu Quân đoàn thành Bộ tư lệnh Quốc phòng, thuật ngữ Quân đoàn được gán lại thành một bộ tư lệnh chiến trường trung gian của một Tập đoàn Quân.
19: Cuộc oanh tạc Luân Đôn dữ dội nhất từ đầu năm đến nay, bom cháy gây thiệt hại nặng nề; Plymouth và Bristol tiếp tục bị ném bom.
20: Chiến dịch Tấn công Mùa xuân của Ý bị đình chỉ sau những tổn thất nặng nề trong khi hầu như không có được tiến triển gì.
21: Nội các Nam Tư từ chức để phản đối hiệp ước mà Hoàng tử Paul đã ký với Đức Quốc Xã. Những cuộc biểu tình đường phố nổ ra, biểu thị mối ác cảm sâu sắc đối với Đức.
24: Rommel chiếm lại El Agheila trong chiến dịch tấn công đầu tiên của ông. Quân Anh rút lui và trong vòng 3 tuần bị đánh bật trở lại Ai Cập.
25: Các xuồng máy nổ cải tiến (MTM) thuộc Đội Thuyền Chiến số 10 của Ý đánh đắm tuần dương hạm hạng nặng HMS York (90), tàu chở dầu cỡ lớn Pericles của Na Uy, một tàu chở dầu khác và một tàu chở hàng tại vịnh Suda, Crete.
27: Hoàng tử Peter lên ngôi Peter II của Nam Tư và nắm quyền đất nước sau một cuộc đảo chính quân sự lật đổ chính phủ thân Đức của hoàng tử nhiếp chính.
27: Điệp viên Takeo Yoshikawa của Nhật đến Honolulu, Hawaii và bắt đầu nghiên cứu hạm đội Hoa Kỳ tại Trân Châu Cảng.
27: Hitler ra lệnh cho các lãnh đạo quân sự lên kế hoạch xâm chiếm Nam Tư.
27: Các lực lượng Anh đến từ Sudan chiến thắng quyết định trong trận Keren ở Eritrea.
27: Trận mũi Matapan: hải quân Anh đụng độ hạm đội Ý ở ngoài khơi phía nam Hy Lạp. Trận chiến tiếp diễn đến ngày 29 với thắng lợi quyết định của Anh.
31: Quân đoàn châu Phi tiếp tục tiến công ở Bắc Phi; Mersa Brega, phía bắc El Agheila, bị chiếm.

## Tháng 4 năm 1941

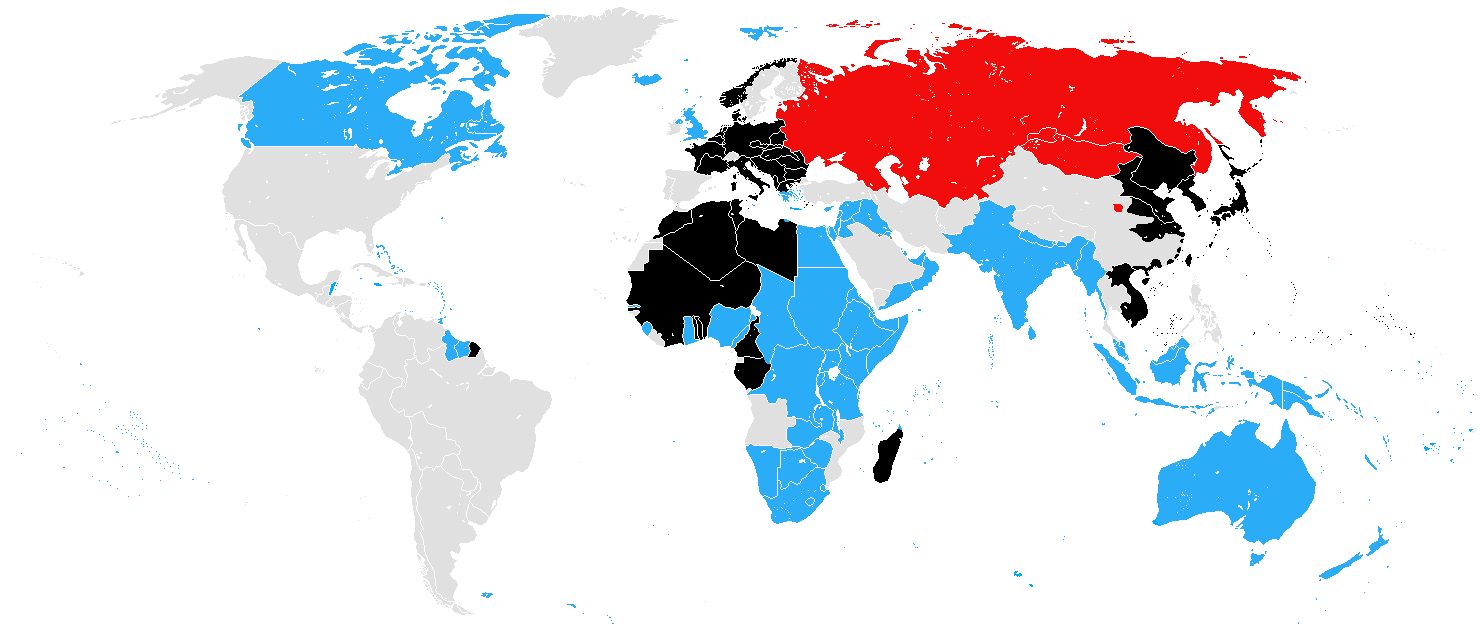
Tình trạng các cường quốc Đồng Minh và phe Trục, tháng 4 năm 1941.

Tháng 4: những cuộc oanh tạc dữ dội vào các thành phố của Anh vẫn tiếp diễn, và thiệt hại nặng nề của các đội hộ tống ở Đại Tây Dương tiếp tục gia tăng.
1: Quân Anh rút lui sau khi thua trận tại El Agheila, Libya. Rommel quyết định tiếp tục tiến công.
1: Tại Vương quốc Iraq, Rashid Ali và các thành viên khác của tổ chức "Golden Square" thân Đức Quốc Xã tiến hành một cuộc đảo chính lật đổ nhiếp chính thân Anh là 'Abd al-Ilah. Rashid Ali tự xưng là Lãnh tụ của "Chính phủ Vệ quốc".
2: Sau khi chiếm Agedabia, Rommel quyết định chiếm lại toàn bộ Libya và đưa quân tiến đến Benghazi.
3: Một chính phủ thân phe Trục được thiết lập ở Iraq.
3: Bristol tiếp tục bị không kích dữ dội.
3: Quân Anh chiếm Asmara, thủ phủ Eritrea, từ tay quân Ý.
3: Rommel chiếm Benghazi.
4: Rommel đã tiến được 200 dặm về phía đông El Agheila, hướng đến Tobruk và Ai Cập.
4: Một đội hộ tống Đại Tây Dương bị tàu ngầm U-boat đánh thiệt hại lên đến gần 50%.
6: Các lực lượng Đức, Hungary và Ý tiến qua Romania và Hungary, mở màn cuộc xâm chiếm Nam Tư và Hy Lạp.
6: Quân Ý bị đánh bật khỏi Addis Ababa, Ethiopia.
6: Cánh bắc quân của Rommel chiếm Derna trên bờ biển Libya, trong khi cánh nam tiến về Mechili và chiếm được nó vào ngày 8.
7: Luftwaffe bắt đầu cuộc tấn công kéo dài 2 ngày tại Beograd, Nam Tư.
8: Quân Đức chiếm Salonika, Hy Lạp.
10: Greenland bị Hoa Kỳ chiếm đóng. Với sự chấp thuận của một "nhà nước Đan Mạch tự do", Hoa Kỳ sẽ tiến hành xây dựng các căn cứ hải quân và không quân đối phó với chiến tranh tàu ngầm của Đức.
10: Vương quốc Nam Tư bị Đức và Ý chia cắt. Nhà nước Độc lập Croatia (Nezavisna Država Hrvatska, NDH) được thành lập do Ante Pavelić và đảng Ustaše của ông ta đứng đầu.
10: Quân Đức vây hãm Tobruk; một phần lực lượng của Rommel tiến về phía đông chiếm Đồn Capuzzo và Sollum nằm trên biên giới Ai Cập.
10: Hành động thù địch đầu tiên giữa Hoa Kỳ và Đức trong cuộc chiến: khu trục hạm USS Niblack của Hoa Kỳ đang cứu vớt những người sống sót của một tàu chở hàng Hà Lan vừa bị tàu ngầm Đức đánh chìm thì phát hiện chiếc U-boat chuẩn bị tấn công, và đã dùng thùng nổ sâu đánh đuổi được nó.
11: Mặc dù vẫn đang "trung lập", nhưng Hoa Kỳ đã bắt đầu những cuộc tuần tra trên biển tại Bắc Đại Tây Dương.
11: Luftwaffe đánh phá dữ dội Coventry và Birmingham, Anh.
12: Thủ đô Beograd của Nam Tư đầu hàng.
12: Quân Đức đánh bại các lực lượng Thịnh vượng chung trong trận Vevi, Hy Lạp.
13: Malta tiếp tục bị ném bom; hòn đảo vẫn là cái gai đâm vào sườn các hoạt động tiếp tế của Đức tại Địa Trung Hải.
13: Nhật Bản và Liên Xô ký kết Hiệp ước trung lập Xô-Nhật.
13: Tại Iraq, một đội quân tiếp viện nhỏ của Anh được không vận tới sân bay RAF Shaibah.
14: Rommel tấn công Tobruk, nhưng bị đẩy lui. Các cuộc tấn công khác diễn ra vào ngày 16 và 30 cũng bị thất bại.
14: Sư đoàn Panzer SS số 1 Leibstandarte SS Adolf Hitler đánh chiếm con đèo chiến lược Kleisoura và bắt đầu cắt đường rút lui của quân Hy Lạp ở Albania.
15: Các khu trục hạm Anh chặn đánh một đội hộ tống của Quân đoàn châu Phi và đánh chìm cả năm tàu vận tải, 3 khu trục hạm bảo vệ của Ý.
16: Luftwaffe không kích dữ dội Belfast, Bắc Ireland.
16: Quân Đức tiếp tục tiếp xuống phía nam tại Nam Tư; cô lập đạo quân Hy Lạp ở Albania.
17: Nam Tư đầu hàng. Một chính phủ lưu vong được thành lập ở Luân Đôn. Quốc vương Peter trốn thoát sang Hy Lạp.
18: Thủ tướng Hy Lạp Alexandros Koryzis tự tử; người Anh lên kế hoạch sơ tán quy mô lớn khỏi Hy Lạp.
18: Tại Iraq, theo quy định của Hiệp ước Anh-Iraq, các lực lượng Anh từ Ấn Độ bắt đầu đổ bộ tại Basra.
19: Luân Đôn hứng chịu cuộc không kích dữ dội nhất trong cuộc chiến; Nhà thờ St. Paul bị hư hại nhẹ; các nhà thờ của Christopher Wren bị hư hại nặng hoặc bị phá hủy.
21: 223.000 binh sĩ Hy Lạp bị quân Đức cô lập tại Albania đầu hàng.
22: Bộ đội và thường dân Anh bắt đầu sơ tán khỏi Hy Lạp.
23: Chính phủ Hy Lạp sơ tán đến Crete, nơi mà Churchill quyết tâm phải giữ bằng được.
24: Các lực lượng Anh và Úc sơ tán khỏi Hy Lạp đến Crete và Ai Cập.
24: Đêm thứ ba Plymouth bị Luftwaffe oanh tạc dữ dội.
25: Rommel đánh thắng một trận quan trong tại đèo Halfaya, gần biến giới Ai Cập.
25: Quân đội phe Trục đánh bại các lực lượng Thịnh vượng chung trong trận Thermopylae, sau khi tướng George Vasey của Úc tuyên bố chắc chắn là họ sẽ không thua.
26: Rommel tiến đánh phòng tuyến Gazala và tiến vào Ai Cập; nhưng Tobruk vẫn tiếp tục trụ vững.
27: Athens bị quân Đức chiếm. Hy Lạp đầu hàng.
27: Các máy bay tiêm kích Hurricane được chuyển giao tại Malta, một sự tăng viện quan trọng cho hòn đảo đang bị phong tỏa.
30: Rommel được lệnh chấm dứt các đợt công kích Tobruk sau những thất bại.
30: Các lực lượng vũ trang Iraq đánh chiếm cao nguyên ở phía nam căn cứ không quân RAF Habbaniya và thông báo cho chỉ huy căn cứ rằng mọi chuyến bay phải bị đình chỉ ngay lập tức.

## Tháng 5 năm 1941

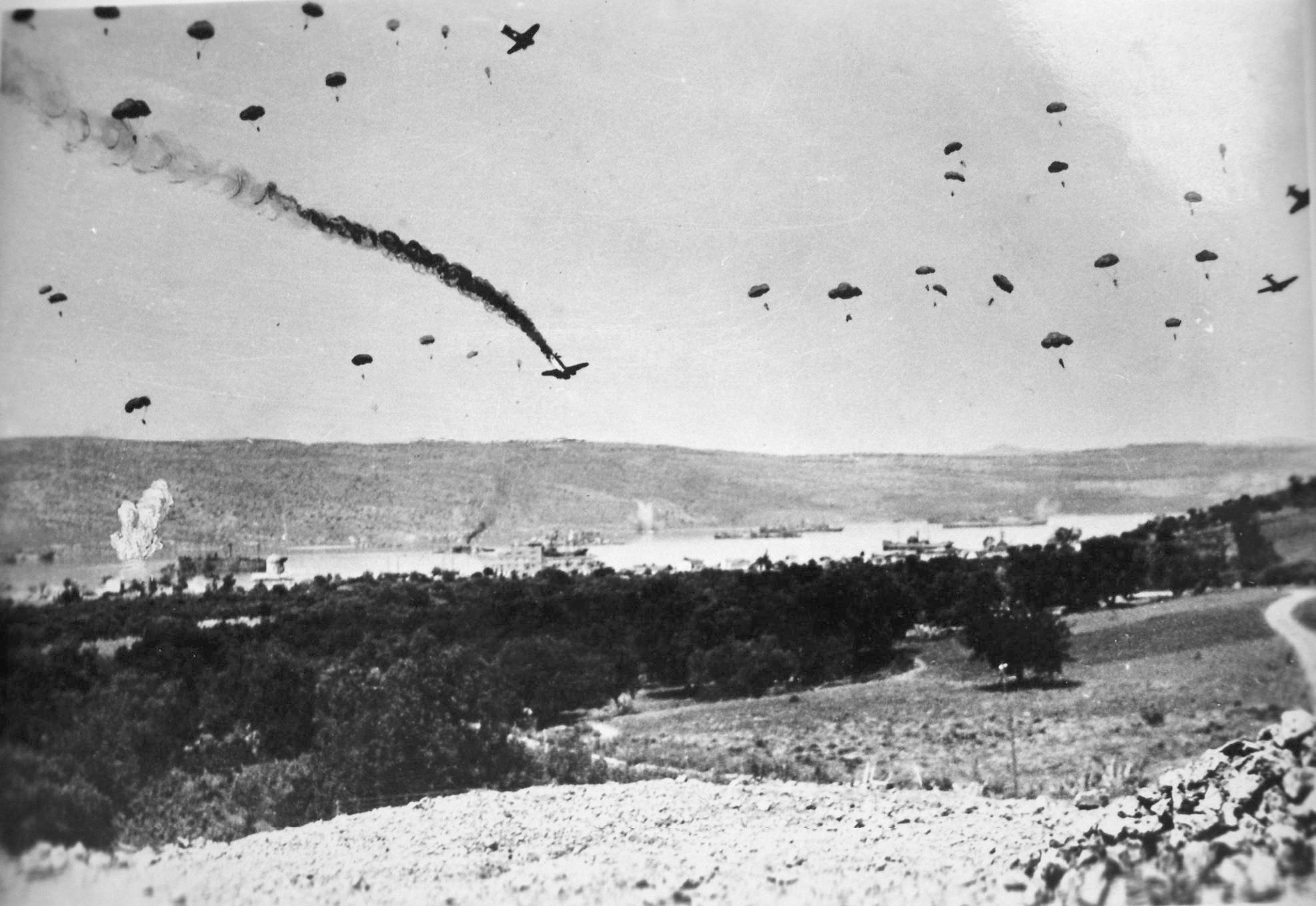
Lính dù Đức đổ bộ tại Crete

1: Bắt đầu 7 đêm liền Liverpool bị Luftwaffe oanh tạc, gây ra sự hủy diệt diện rộng.
2: Quân Anh tại căn cứ RAF Habbaniya mở những cuộc không kích tiền trạm nhằm vào các lực lượng Iraq đang bao vây họ, mở màn cuộc Chiến tranh Anh-Iraq.
3: Belfast, Bắc Ireland tiếp tục bị Luftwaffe ném bom dữ dội.
3: Các lực lượng Anh tại Ethiopia bắt đầu phong tỏa Amba Alagi, nơi quân Ý do Công tước Aosta bố trí phòng thủ.
5: Hoàng đế Ethiopia Haile Selassie I trở về thủ đô Addis Ababa sau 5 năm trốn tránh.
6: Với việc phần lớn không lực Iraq bị tiêu diệt và các lực lượng Iraq bao vây RAF Habbaniya thường xuyên bị pháo kích, họ quyết định bỏ vây rút lui.
6: Luftwaffe tiến hành chuyển một lực lượng nhỏ tới được Iraq.
7: 2 đội quân Iraq bị phát hiện trên địa hình trống trải nằm giữa Habbaniya và Fallujah, khoảng 40 máy bay Anh liền tấn công gây thương vong nặng nề cho đối phương.
8: Các đội hộ tống tiếp tục chịu tổn thất nặng nề tại Đại Tây Dương; tuy nhiên hải quân Anh đã bắt được một tàu ngầm U-boat (chiếc U-110) cùng một bản sao của máy "Enigma". Điều này về sau sẽ giúp xoay chuyển tình thế cuộc chiến tại Đại Tây Dương.
8: Luftwaffe ném bom Nottingham.
9: Một hòa ước được ký tại Tokyo do Nhật Bản làm trung gian, chấm dứt chiến tranh Pháp-Thái.
10: Rudolf Hess bị bắt tại Scotland sau khi ra khỏi máy bay; ông ta tự xưng mình có nhiệm vụ đàm phán hòa bình với Anh Quốc.
10: Hạ Nghị viện Anh bị Luftwaffe không kích gây hư hại. Hull, Liverpool, Belfast và khu vực đóng tàu trên sông Clyde ở Scotland cũng là mục tiêu bị nhắm đến. Đây có thể coi như kết thúc của chiến dịch Blitz, trước khi Đức chuyển sang tập trung vào Liên Xô ở Mặt trận phía Đông.
10: "Cuộc đình công 100.000" bắt đầu tại Liège, Bỉ nhân 1 năm ngày cuộc xâm chiếm của Đức (1940). Nó nhanh chóng lan rộng ra toàn tỉnh cho đến khi gần 70.000 công nhân tham gia đình công.
12: RAF ném bom nhiều thành phố của Đức, trong đó có Hamburg, Emden và Berlin.
12: Liên Xô công nhận "Chính phủ Vệ quốc" của Rashid Ali ở Iraq.
13: Đại tá lục quân Nam Tư Draža Mihailović triệu tập "Chetniks", bao gồm chủ yếu là người Serb, nhưng cũng có người Slovenia, người Bosnia và người Croatia. Mihailović chuyển từ Bosnia đến Ravna Gora ở miền trung Serbia và phát động lời kêu gọi nổi dậy, hứa hẹn một cuộc đấu tranh chống lại những kẻ chiếm đóng và khôi phục lại chế độ quân chủ Nam Tư. Cùng thời điểm này, Josip Broz Tito và Du kích Nam Tư đã liên kết với Liên Xô (dù nước này vẫn có quan hệ thân thiện với Đức).
13: Phần lớn đơn vị Fliegerführer Irak của Đức đã tới Mosul để hỗ trợ chính phủ Iraq của Rashid Ali.
14: RAF được trao quyền hành động chống lại các máy bay Đức ở Syria và tại các sân bay của chính phủ Vichy Pháp.
15: Trại Dịch vụ Công cộng Dân sự đầu tiên mở cửa dành cho những người phản đối quân ngũ theo lương tâm tại Hoa Kỳ.
16: Rommel đánh bại cuộc phản công của Anh - chiến dịch Brevity - tại đèo Halfaya.
17: Quân Anh tại khu vực Habbaniya tiến về thành phố Fallujah do Iraq kiểm soát và đẩy lui đối phương sau 5 ngày chiến đấu.
18: Công tước Aosta, Phó vương Ý tại Đông Phi, đem quân ra hàng tại Amba Alagi.
20: Lính dù Đức đổ bộ lên đảo Crete; trận chiến kéo dài trong 7 ngày.
20: Phái đoàn quân sự Đức, "Special Staff F" (Sonderstab F), được thành lập để điều đến Iraq hỗ trợ cho "Phong trào Tự do Ả Rập tại Trung Đông. Sonderstab F có bao gồm Fliegerführer Irak và các đơn vị khác đã ở sẵn tại Iraq.
21: Tàu buôn Hoa Kỳ SS Robin Moor bị tàu ngầm Đức U-69 đánh chìm. Vụ việc này gây chấn động, và tổng thống Roosevelt tuyên bố ngắn gọn về một "tình trạng khẩn cấp quốc gia không giới hạn".
21: Phó vương Ý ở Ethiopia đầu hàng. Tàn quân Ý vẫn tiếp tục chiến đấu.
22: Quân đội Iraq phản công thất bại vào các lực lượng Anh tại Fallujah và bị đẩy lui.
23: Adolf Hitler ban hành "Chỉ thị Fuhrer số 30" về việc hỗ trợ "đồng minh tự nhiên chống người Anh" của ông là "Phong trào Tự do Ả Rập tại Trung Đông".
24: Tàu chiến-tuần dương HMS Hood của Anh bị thiết giáp hạm Bismarck của Đức bắn chìm ở Bắc Đại Tây Dương.
24: Chính phủ Hy Lạp rời Crete đến Cairo.
26: Máy bay Fairey Swordfish của Hải quân Hoàng gia Anh từ tàu sân bay HMS Ark Royal gây hư hại nghiêm trọng cho tàu Bismarck bằng thủy lôi.
27: Thiết giáp hạm Bismarck bị Hải quân Hoàng gia Anh đánh chìm ở Bắc Đại Tây Dương.
27: Quân Anh từ khu vực Habbaniya bắt đầu tiến đến Baghdad, và trong vòng 4 ngày đã tiếp cận thành phố từ phía tây và phía bắc.
27: 12 máy bay Ý đến Mosul để gia nhập Fliegerführer Irak.
28: Các lực lượng của Anh và Khối Thịnh vượng chung bắt đầu sơ tán khỏi Crete.
28: Chiến dịch "Brevity" hoàn toàn thất bại rõ ràng.
29: Các thành viên của phái đoàn quân sự Đức bỏ chạy khỏi Iraq.
30: Rashid Ali và những người ủng hộ trốn khỏi Iraq.
31: Luftwaffe oanh tạc dự dội thủ đô Dublin của nước Ireland trung lập; nhiều dân thường thương vong.
31: Thị trưởng thành phố Baghdad đầu hàng quân Anh, chiến tranh Anh-Iraq kết thúc.

## Tháng 6 năm 1941
1: Các lực lượng Thịnh vượng chung hoàn tất việc rút lui khỏi Crete.
1: Chế độ phân phối quần áo bắt đầu ở Vương quốc Anh.
2: Các phi công Tuskegee bắt đầu thành lập Phi đội Tiêm kích 99.
4: Cựu Đức hoàng Wilhelm II qua đời ở Hà Lan.
6: Anh tăng cường cung cấp máy bay tiêm kích cho Malta; còn Luftwaffe tiếp tục tấn công.
8: Các vùng Syria và Liban do chính phủ Vichy kiểm soát bị các lực lượng Úc, Anh, Pháp Tự do và Ấn Độ tiến công.
9: Phần Lan bắt đầu động viên chuẩn bị cho cuộc tấn công có thể xảy ra từ phía Liên Xô.
9: Quân Anh và Úc vượt sông Litani, đánh bật các lực lượng Vichy. Moshe Dayan, lúc này đang là chỉ huy một đơn vị Úc, bị mất một mắt. Câu chuyện được công bố vào ngày hôm sau và ông trở nên nổi tiếng.
10: Assab, cảng cuối cùng do người Ý kiểm soát ở Đông Phi thất thủ.
13: Quân Úc tiếp tục đánh qua tuyến phòng ngự của Pháp Vichy và tiến về Beirut, chiến thắng trận Jezzine.
13: Liên Xô bắt đầu trục xuất người Litva đi Siberia. Việc trục xuất kéo dài 5 ngày với tổng cộng 35.000 người Litva, trong đó có 7.000 người Do Thái.
14: Mọi tài sản của Đức và Ý ở Hoa Kỳ đều bị phong tỏa.
14: 10.100 người Estonia và 15.000 người Latvia bị trục xuất đi Siberia.
15: Chiến dịch Battleaxe của Anh nhằm giải vây cho Tobruk bị thất bại. Quân Anh bị thất bại nặng nề tại đèo Halfaya, nơi được đặt tên "con đèo lửa địa ngục".
16: Mọi tòa lãnh sự của Đức và Ý ở Hoa Kỳ đều được lệnh đóng cửa, mọi nhân viên phải rời khỏi nước này trước ngày 10 tháng 7.
22: Đức Quốc Xã xé bỏ hiệp ước Xô-Đức và tấn công xâm lược Liên Xô, chiến dịch Barbarossa với 3 mũi nhọn nhắm vào Leningrad, Moskva và vùng công nghiệp Donbass-đồng bằng trung và hạ lưu sông Volga. Romania cũng theo phe Đức tiến đánh khu vực biên giới châu Âu tây nam Liên Xô.
22: Đại tướng tư lệnh Anh tại Libya/Ai Cập, Archibald Wavell bị thay thế bởi tướng Claude Auchinleck.
22: Cuộc khởi nghĩa tháng Sáu chống Liên Xô tại Litva.
23: Tối muộn hôm ấy, Hitler lần đầu tiên tới tổng hành dinh của mình tại Rastenburg, Đông Phổ (biệt danh "Hang Sói" - Wolfsschanze) và sống 800 ngày tại đây cho đến ngày 20 tháng 11 năm 1944.
23: Quân Đức thảm sát 42 người tại Ablinga.
24: Các lực lượng Đức tiến vào Vilnius. Dân quân Litva bắn chết mấy chục người Do Thái trên đường phố, và thường dân chứng kiến đã hoan hộ họ. Đức bắt cóc 60 "con tin" người Do Thái và 30 người Ba Lan. Chỉ 6 người trở về được.
26: Hungary và Slovakia tuyên chiến với Liên Xô.
26: Phần Lan tuyên bố tình trạng chiến tranh giữa Phần Lan và Liên Xô. Cuộc Chiến tranh Tiếp diễn bắt đầu. Không quân Liên Xô ném bom Helsinki.
27: Đức bắt đầu chính thức chiếm đóng Litva.
28: Albania thuộc Ý tuyên chiến với Liên Xô.
28: Quân Đức bao vây 300.000 lính Hồng quân gần Minsk và Białystok.
29: Quân Phần Lan và Đức bắt đầu Chiến dịch Cáo Bắc cực tấn công Liên Xô.
29: Đạo luật Nuremberg áp đặt riêng đối với người Do Thái ở Litva và Vilnius.

## Tháng 7 năm 1941

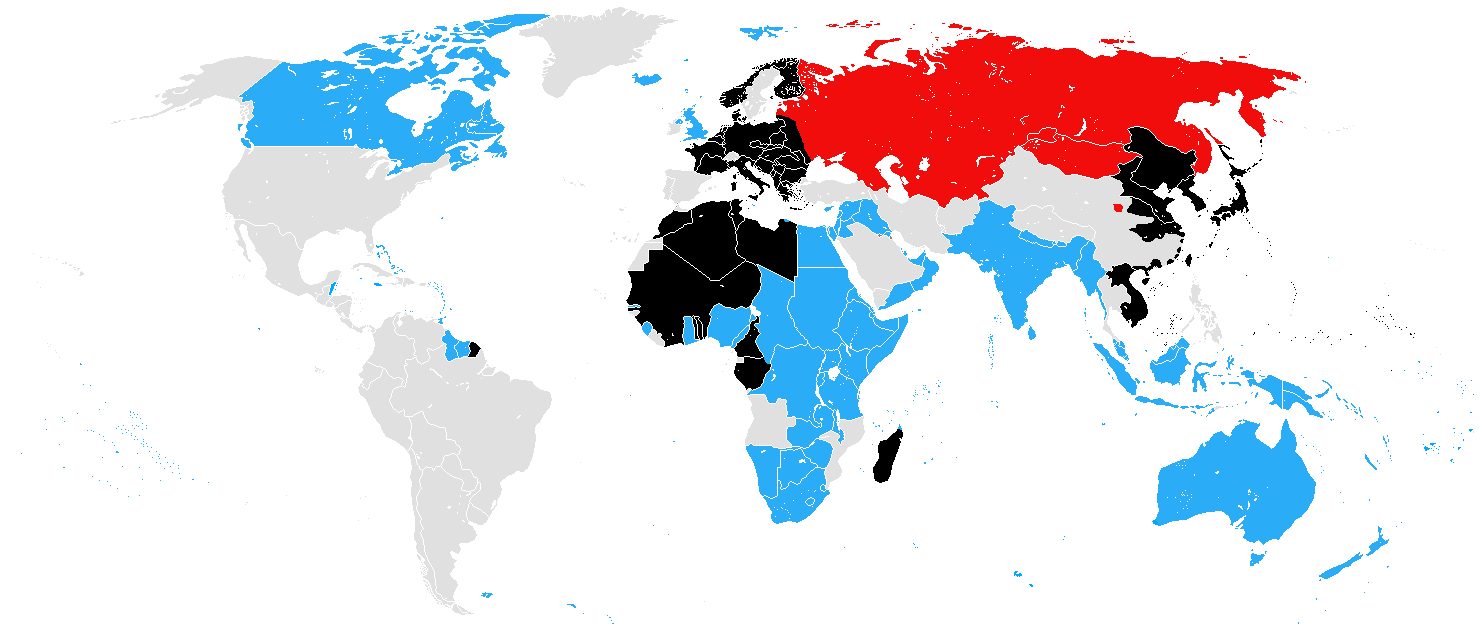
Tình trạng các cường quốc Đồng Minh và phe Trục, tháng 7 năm 1941.

1: Tướng Auchinleck thay thế tướng Wavell tại Bắc Phi.
1: Quân Anh thắng quân Pháp Vichy trong trận Palmyra tại Syria.
1: Tất cả đàn ông Hoa Kỳ trên 21 tuổi bị buộc phải đăng ký quân dịch.
1: Quân Đức chiếm Riga, thủ đô Latvia trên đường đến Leningrad.
2: Thảm sát Ponary bắt đầu, nhiều tù binh Liên Xô trong chiến dịch Barbarossa bị xử bắn. Hàng trăm người Do Thái bị trục xuất khỏi Vilnius đến gần Ponary, ngoại ô Vilnius, tại đó họ bị bắt hoặc chôn sống trong các hố bồn chứa nhiên liệu. Việc trục xuất và xử bắn người Do Thái với quy mô lớn vẫn tiếp diễn cho đến năm 1943.
2: Quân Hungary chiếm thành phố Stanisławów và nhiều thị trấn khác thuộc Ukraina ngày nay.
3: Stalin thông báo về "chính sách tiêu thổ".
3: Hoa Kỳ nâng cấp Tổng Hành Dinh của mình, Lục Quân Hoa Kỳ để chỉ huy và lên kế hoạch cho các chiến dịch quân sự bên trong "Vùng Nội địa".
3: Đại tướng Ý Pietro Gazzera đem tàn quân đầu hàng tại Jimma, Ethiopia.
3: Quân Anh với chiến thuật mạo hiểm và dũng cảm đã chiến thắng trong trận Deir ez-Zor, Syria.
4: Cuộc thảm sát các nhà khoa học và tác giả Ba Lan do quân Đức tiến hành tại thành phố Lwów.
4: Cơ quan hành chính Judenrat ("Hội đồng Do Thái") đầu tiên được thành lập tại khu Do Thái Vilna.
5: Chính phủ Anh bác bỏ khả năng đàm phán hòa bình với Đức.
5: Máy bay phóng ngư lôi Anh đánh đắm một khu trục hạm Ý tại Tobruk; sau đó vào ngày 20 có thêm 2 chiếc khác bị chìm.
5: Quân Đức tiến tới sông Dnieper.
7: Binh lính Anh và Canada tại Iceland được thay thế bằng lính Hoa Kỳ.
8: Quốc gia Nam Tư bị phe Trục chia cắt thành nhiều phần; trong đó quan trọng nhất là Croatia, với một chính phủ thân phát xít.
8: Anh và Liên Xô ký hiệp định phòng thủ chung, hứa hẹn không bên nào ký bất kỳ hình thức thỏa thuận hòa bình riêng nào với Đức.
9: Vitebsk (Belarus) bị chiếm; mở màn cho trận Smolensk, một trung tâm liên lạc quan trọng, được bộ tư lệnh Đức coi là "cửa ngõ Moskva".
10: Đức bắt đầu chính thức chiếm đóng Latvia. Xe tăng Panzer của Heinz Guderian chiếm Minsk; quân Đức tiến sâu hơn vào Ukraina.
10: Các đơn vị của Quân đoàn Viễn chinh Ý tại Nga bắt đầu tới nơi, trong đó có một đội quân đến từ Nhà nước Độc lập Croatia.
12: Quân Pháp Vichy đầu hàng tại Syria.
12: Hiệp ước Tương trợ được ký giữa Hoa Kỳ và Anh.
13: Montenegro bắt đầu khởi nghĩa chống lại phe Trục, một thời gian ngắn sau những người Bảo Hoàng.
15: Hồng quân bắt đầu phản công quân Đức gần Leningrad.
15: Căn cứ hải quân Argentia được thiết lập tại Newfoundland; một trạm vận chuyển quan trọng của Đồng Minh trong nhiều năm sau.
16: Xe tăng Panzer Đức do Guderian chỉ huy tiến sát Smolensk, gia tăng uy hiếp với Moskva.
17: Luftwaffe tiếp tục không kích đảo Malta.
19: Ký hiệu chiến thắng "V" được công nhận một cách không chính thức là ký hiệu của Đồng Minh, cùng với mô típ Bản Giao hưởng số 5 của Ludwig van Beethoven.
20: Heinrich Himmler đến gặp tù binh Liên Xô ở gần Minsk và Lublin rồi quyết định xây dựng một trại tập trung gần Lublin. trại tập trung Majdanek.
21: Luftwaffe đánh phá dữ dội Moskva.
26: Phản ứng lại việc Nhật Bản tiến vào Đông Dương, tổng thống Franklin D. Roosevelt ra lệnh tịch thu mọi tài sản của Nhật ở Hoa Kỳ.
26: Đức ra lệnh thiết lập một Judenrat tại khu Do Thái Stanisławów, Galicia.
28: Quân Nhật chiếm đóng miền nam Đông Dương. Chính quyền thuộc địa Pháp Vichy được Nhật cho phép tiếp tục cai trị Việt Nam, còn Pháp cũng đồng ý để Nhật đóng giữ các căn cứ tại Đông Dương.
28: Quân Đức tiến đánh Smolensk, đồng thời củng cố thế đứng tại các quốc gia Baltic; người Do Thái bản địa vùng Baltic bị tận diệt.
31: Theo chỉ thị của Adolf Hitler, Hermann Göring chính thức ra lệnh cho tướng SS là Reinhard Heydrich "đệ trình cho tôi càng sớm càng tốt một kế hoạch tổng thể về các biện pháp hành chính vật chất và tài chính cần thiết để tiến hành giải pháp cuối cùng mong muốn về vấn đề Do Thái".
31: Bộ trưởng hải quân Nhật tố cáo Hoa Kỳ xâm phạm lãnh hải tại Vịnh Sukumo rồi bỏ chạy.
31: Lewis B. Hershey kế nhiệm Clarence Addison Dykstra làm giám đốc Hệ thống Đăng ký Quân dịch ở Hoa Kỳ.

## Tháng 8 năm 1941
1: Hoa Kỳ tuyên bố cấm vận dầu mỏ chống lại những "kẻ gây hấn".
1: Nhật Bản chiếm Sài Gòn, Việt Nam.
1: Đức tuyên bố Galicia là địa hạt thứ năm của "Chính phủ Chung" (Generalgouvernement).
2: Tất cả radio dân sự tại Na Uy bị quân Đức chiếm đóng tịch thu.
2: Tư lệnh SS Hans Krueger ra lệnh "đăng ký" hàng trăm trí thức Do Thái và Ba Lan tại Stanisławów, những người này sau đó đã bị tra tấn và giết hại. Đây là lần đầu tiên phương pháp "mỗi viên đạn một người Do Thái" được thực hiện tại Galicia.
5: Quân Đức bao vây Hồng quân tại Smolensk và bắt được 300.000 lính; Oryol bị chiếm.
6: Đức chiếm Smolensk.
6: Chính phủ Hoa Kỳ và Anh cảnh cáo Nhật Bản không xâm phạm Thái Lan.
9: Franklin D. Roosevelt và Winston Churchill gặp nhau tại căn cứ Argentia, Newfoundland. Hiến chương Đại Tây Dương được ký kết.
11: Malta được một đội hộ tống giúp giảm bớt áp lực.
11: Trùng Khánh, thủ đô danh nghĩa của Quốc dân đảng Trung Quốc nằm trên thượng lưu sông Dương Tử bị ném bom dữ dội trong nhiều ngày.
12: Hitler chuyển một số lực lượng trên hướng Moskva sang các mặt trận phía bắc và phía nam.
18: Adolf Hitler ra lệnh tạm dừng cái chết êm dịu có hệ thống đối với bệnh tâm thần và người khuyết tật của Đức Quốc Xã do những phản đối. Tuy nhiên, những người tốt nghiệp chương trình Aktion T4 sau đó đã được chuyển tới các trại tập trung và tiếp tục hành nghề.
20: Sư đoàn Bộ binh 250 Đức ("Sư đoàn Xanh"), bao gồm quân tình nguyện Tây Ban Nha được thành lập và bắt đầu chuyển tới Ba Lan.
22: Các lực lượng Đức tiến sát Leningrad; cư dân thành phố tiếp tục gấp rút xây đắp các công sự.
25: Anh và Liên Xô mở Chiến dịch Countenance xâm chiếm Iran để đảm bảo các mỏ dầu tại Abadan cùng các tuyến đường quan trọng nhằm cung cấp vật liệu chiến tranh cho Liên Xô.
27: Tàu ngầm U-boat U-570 buộc phải nổi lên tại Iceland và bị Hải quân Hoàng gia Anh bắt, về sau trở thành tàu HMS Graph phục vụ chiến đấu cho Anh.
28: Quân Đức, với sự trợ giúp của quân tình nguyện Estonia, đánh chiếm Tallinn từ tay Liên Xô.
30: Xe buýt Shetland, một nhóm hoạt động đặc biệt bí mật đã thiết lập một liên kết lâu dài giữa Shetland, Scotland và Na Uy đang bị Đức chiếm đóng, bắt đầu đi vào hoạt động.
31: Leningrad bắt đầu có dấu hiệu bị phong tỏa.
31: Lính Đức dàn dựng một cuộc tấn công vào binh sĩ của mình do người Do Thái thực hiện tại Khu Do Thái Vilna (sự kiện Đại Khích Động), và dẫn đến một vụ bắt bớ hàng loạt để 'trả đũa' nhằm vào dân cư khu Do Thái cũ, những người này bị sát hại tại Ponary ba ngày sau đó.

## Tháng 9 năm 1941
1: Với sự hỗ trợ của quân Phần Lan ở phía bắc, quân Đức hoàn toàn cô lập thành phố Leningrad.
1: Một Chính phủ Cứu quốc thân Đức được thành lập tại Lãnh thổ Tư lệnh Quân sự Serbia do Milan Nedić đứng đầu.
1: Đạo luật Nuremberg năm 1935 bắt tất cả người Do Thái sống dưới sự cai trị của Đức phải đeo phù hiệu Ngôi sao David với chữ "Do Thái" được viết rõ trên đó, họ bị cấm chung sống hoặc kết hôn với người không phải Do Thái và không được phép rời khỏi nơi sinh sống nếu không có sự đồng ý bằng văn bản. Đạo luật này do Heydrich ký và có hiệu lực vào ngày 19 tháng 9.
3: Cuộc thảm sát toàn bộ 3.700 cư dân khu Do Thái cổ tại Vilnius bắt đầu tại Ponary với 10 thành viên của cơ quan Judenrat.
3: Những người Do Thái tại Khu Do Thái Vilna bị bắt phải giao nộp tất cả các món đồ vàng bạc của mình.
4: USS Greer trở thành tàu chiến Hoa Kỳ đầu tiên bị hỏa lực từ tàu ngầm U-boat Đức tấn công trong chiến tranh. Căng thắng giữa hai nước gia tăng, Hoa Kỳ nhận trách nhiên hộ tống tàu thuyền vận tải giữa Tây Bán Cầu với Châu Âu.
5: Đức chiếm đóng Estonia.
6: 6.000 người Do Thái bị bắn tại Ponary, một ngày sau khi mệnh lệnh thành lập khu Do Thái Vilna được ban hành.
7: Berlin bị máy bay ném bom RAF đánh phá dữ dội.
8: Cuộc phong tỏa Leningrad bắt đầu, kéo dài 900 ngày đêm. Stalin ra lệnh trục xuất người Đức tại khu vực Volga đi Siberia.
10: Quân Đức khép chặt vòng vậy quanh Kiev.
11: Franklin D. Roosevelt ra lệnh cho Hải quân Hoa Kỳ nổ súng tùy ý nếu có bất cứ tàu buôn hay hộ tống nào bị đe dọa.
15: Một "chế độ tự trị" tại Estonia do Hjalmar Mäe đứng đầu được ban quân quản Đức chỉ định.
15: "Hành động Di chuyển" tại Khu Do Thái Vilna. Trong số 3.500 người Do Thái được "di chuyển" giữa các phân khu, chỉ có 550 tới nơi. 2.950 người còn lại đã bị bắn tại Ponary.
16: Reza Shah của Vương triều Pahlavi bị buộc phải thoái vị và nhường ngôi vua Iran cho con trai là Mohammad Reza Pahlavi, dưới áp lực của Anh và Liên Xô.
19: Quân Đức chính thức chiếm đóng Kiev.
26: Bộ tư lệnh Hải quân Hoa Kỳ ra lệnh một cuộc chiến tranh toàn diện chống các tàu thuyền phe Trục trên hải phận châu Mỹ.
27: Chiếc "Tàu Tự do" đầu tiên, SS Patrick Henry được hạ thủy. Những con Tàu Tự do sẽ là một phần quan trọng trong hệ thống tiếp tế của Đồng Minh.
27: Mặt trận Giải phóng Quốc gia (EAM) được thành lập tại Hy Lạp.
28: Lính SS Đức giết chết hơn 30.000 người Do Thái tại Babi Yar, ngoại ô thành phố Kiev, Ukraina.
28: Cuộc khởi nghĩa chống lại Bulgaria chiếm đóng miền bắc Hy Lạp bắt đầu và nhanh chóng bị dập tắt, với khoảng 3.000 người bị hành quyết.

## Tháng 10 năm 1941
1: Trại tập trung Majdanek (tiếng Đức: Konzentrationslager Lublin) mở cửa, về sau trở thành Trại hành quyết.
1: Hoạt động Lễ Đền Tội tại Khu Do Thái Vilna (chiến dịch thủ tiêu của Đức) bắt đầu. Trong 4 sự kiện riêng biệt, có 3.900 người Do Thái bị bắt cóc và bắn chết tại Ponary, cộng thêm 2.000 người khác vào 2 ngày sau đó.
2: Chiến dịch Typhoon – Cụm Tập đoàn quân "Trung tâm" của Đức bắt đầu tấn công toàn diện về phía Moskva. Chỉ huy bảo vệ thủ đô là Đại tướng Georgi Konstantinovich Zhukov.
3: Mahatma Gandhi kêu gọi những người ủng hộ bắt đầu cuộc phản kháng thụ động chống lại sự cai trị của người Anh tại Ấn Độ.
7: RAF ném bom ban đêm dữ dội tại Berlin, vùng Ruhr và Cologne, nhưng bị thiệt hại nặng nê.
8: Quân Đức tiến đến biển Azov ở miền nam Liên Xô và chiếm được Mariupol.
10: Quân Đức bao vây 660.000 lính Hồng quân gần Vyazma (phía đông Smolensk).
12: Hàng không mẫu hạm HMS Ark Royal đưa một phi đội máy bay tiêm kích Hurricane tới Malta.
12: Cuộc thảm sát Chủ Nhật Đẫm Máu tại Khu Do Thái Stanisławów, 8.000–12.000 người Do Thái bị SIPO (cảnh sát Ukrainia) cùng với lính mặc đồng phục SS quây tròn và bắn xuống hố.
14: Quân Đức tổng tấn công tuyến phòng thủ thứ hai của Quân đội Liên Xô tại Moskva.
16: Chính phủ Liên Xô bắt đầu di tản đến thành phố Samara trên sông Volga, nhưng Iosif Vissarionovich Stalin vẫn ở lại Moskva. Người dân thủ đô tích cực xây dựng các hào chống tăng và công sự khác để bảo vệ thành phố.
16: Thêm 3.000 người Do Thái bị giết tại khu Do Thái Vilna.
17: Khu trục hạm USS Kearny (DD-432) bị tàu ngầm U-568 phóng thủy lôi đánh bị thương ở gần Iceland, 11 thủy thủ thiệt mạng. Họ là những thương vong quân sự đầu tiên của Hoa Kỳ trong cuộc chiến.
17: Chính phủ Nhật Bản của thủ tướng Fumimaro Konoe sụp đổ, hy vọng hòa bình tại Thái Bình Dương trở nên rất mong manh.
18: Lực lượng tăng viện của Hồng quân từ Siberia tới Moskva; Stalin được tin báo chắc chắn rằng người Nhật sẽ không tấn công Liên Xô từ phía đông.
18: Đại tướng Hideki Tōjō trở thành Thủ tướng Nhật Bản thứ 40.
19: "Tình trạng phong tỏa" chính thức được công bố tại Moskva; thành phố được thiết quân luật.
19: Luxembourg (đang bị Đức chiếm đóng) tuyên bố về việc "Judenrein" ("Thanh lọc Do Thái").
20: Fritz Hotz, tư lệnh Đức tại Nantes bị quân kháng chiến Pháp giết chết; 50 con tin liền bị bắn để trả thù. Vụ việc này sẽ trở thành một hình mẫu cho chính sách chiếm đóng của Đức trong tương lai.
21: Quân New Zealand đổ bộ tại Ai Cập và tiếp quản Đồn Capuzzo.
21: Đàm phán tại Washington, D.C. giữa Hoa Kỳ và Nhật Bản có dấu hiệu đổ vỡ.
22: Tại Odessa, một quả bom nổ chậm của Liên Xô giết chết 67 người tại tổng hành dinh Romania, trong đó có tư lệnh Romania là tướng Ioan Glogojeanu. Cùng ngày hôm đó, Thảm sát Odessa bắt đầu và tiếp diễn trong 2 ngày. Từ 25.000 đến 34.000 người Do Thái bị dẫn thành một đoàn dài và bị bắn chết xuống một con hào chống tăng, hoặc thiêu sống sau khi dồn đống lại.
22: 35.000 người Do Thái bị đẩy tới Khu Do Thái Slobodka và phải chịu tình trạng đông lạnh trong vòng 10 ngày. Rất nhiều người đã chết vì cóng.
24: Kharkov thất thủ vào tay quân Đức.
24: Hoạt động Gelbschein I tại Khu Do Thái Vilna. 5.500 người Do Thái, trong đó có 140 người già hoặc người liệt bị giết.
27: Quân Đức tiến đến Sevastopol trên bán đảo Krym.
28: Hoạt động thảm sát đầu tiên tại Bolekhiv – 1.000 người Do Thái bị quây tròn theo danh sách, bị tra tấn và ngày hôm sau, 800 người sống sót bị bắn hoặc chôn sống ở khu rừng gần đó.
29: Thanh lý Khu Do Thái Vilna II. 2.500 người Do Thái bị giết.
30: Franklin D. Roosevelt chấp nhận khoản tiền 1 tỷ đô la Cho Vay-Cho Thuê để hỗ trợ Liên Xô.
31: Khu trục hạm USS Reuben James bị trúng thủy lôi từ tàu ngầm U-552 của Erich Topp gần Iceland, hơn 100 thủy thủ Hoa Kỳ thiệt mạng. Đây là tổn thất đầu tiên của một "tàu chiến trung lập" Hoa Kỳ.

## Tháng 11 năm 1941
1: Franklin D. Roosevelt tuyên bố lực lượng Tuần duyên Hoa Kỳ từ giờ sẽ nằm dưới quyền điều khiển trực tiếp của Hải quân Hoa Kỳ, một sự chuyển đổi thường chỉ dành cho thời chiến.
2: Xung đột chính trị tại Nam Tư giữa cánh tả của Josip Broz Tito với phe bảo thủ người Serb của Draža Mihailović.
3: Quân Đức chiếm được Kursk.
3: Hoạt động Gelbschein III tại Khu Do Thái Vilna. 1.200 người Do Thái bị giết.
6: Stalin diễn thuyết tại Liên Xô lần thứ 2 trong 3 thập kỷ cầm quyền (lần thứ nhất là vào ngày 2 tháng 7 cùng năm này), tuyên bố thắng lợi của Hồng quân đã gần kề.
9: Lực lượng K của Anh gồm các tàu tuần dương hạng nhẹ HMS Penelope và HMS Aurora, các tàu khu trục HMS Lively và HMS Lance đánh chìm 7 tàu buôn, 1 tàu chở dầu và 1 tàu khu trục của Ý trong trận đội hộ tống Duisburg.
12: Trận Moskva – Liên Xô lần đầu tiên triển khai lực lượng lính trượt tuyết chống lại quân Đức đang tiến sát thành phố.
12: Hàng không mẫu hạm HMS Ark Royal đưa một phi đội tiêm kích Hurricane đến Malta.
13: Quân Đức mở đợt tấn công thứ ba về phía Moskva.
13: HMS Ark Royal trúng thủy lôi từ tàu ngầm Đức U-81 (1941) và chìm vào ngày hôm sau.
17: Joseph Grew, đại sứ Hoa Kỳ tại Nhật Bản đánh điện tín về Bộ Ngoại giao rằng Nhật đã lên kế hoạch tấn công Trân Châu Cảng, Hawaii, nhưng bức điện đã bị bỏ qua.
17: Ernst Udet, người đứng đầu Sản Xuất và Phát triển của Luftwaffe, tự sát vì nhận thấy không thể thực hiện đầy đủ nhiệm vụ của mình.
18: Chiến dịch Crusader: Các lực lượng Đồng Minh tiến vào Libya và tạm thời giảm bớt áp lực của cuộc vây hãm Tobruk.
19: Tuần dương hạm hạng nhẹ HMAS Sydney của Úc và Tuần dương hạm phụ trợ Đức Kormoran đánh chìm lẫn nhau ngoài khơi tây Úc. Toàn bộ 648 thủy thủ đoàn trên chiếc HMAS Sydney thiệt mạng.
22: Rostov-on-Don ở miền Nam Liên Xô rơi vào tay quân Đức.
22: Anh gửi tối hậu thư cho Phần Lan đòi chấm dứt chiến tranh với Liên Xô, nếu không sẽ phải chiến tranh với phe Đồng Minh.
22: Rommel bắt đầu phản công và chiếm lại Sidi Rezegh ở phía nam Tobruk mà quân Đồng Minh vừa chiếm vài ngày trước. Quân Anh chịu thiệt hại nặng nề.
23: Rommel tiếp tục tấn công tại Sidi Rezegh; tổn thất của Đồng Minh tiếp tục tăng thêm.
23: Hoa Kỳ đạt được thỏa thuận với chính phủ lưu vong Hà Lan, theo đó Hoa Kỳ sẽ chiếm cứ Suriname để bảo vệ các mỏ bô xít tại đó.
24: Hoa Kỳ tiến hành Cho Vay-Cho Thuê đối với Pháp quốc Tự do.
24: Rommel bắt đầu cuộc đột nhập bất ngờ vào sâu 15 dặm trong lãnh thổ Ai Cập mà không gặp kháng cự gì.
25: Tàu ngầm Đức U-331 đánh chìm thiết giáp hạm HMS Barham của Anh đang làm nhiệm vụ hộ tống tại Địa Trung Hải.
26: Kido Butai - một hạm đội 33 tàu chiến và tàu phụ trợ của Nhật, trong đó có 6 hàng không mẫu hạm, nhổ neo từ vịnh Hitokapu ở miền bắc Nhật Bản tiến về quần đảo Hawaii.
26: Tối hậu thư Ghi chú Hull được Hoa Kỳ trao cho Nhật.
26: Sau cuộc tiến công chớp nhoáng vào Ai Cập, Rommel rút về Bardia để tiếp liệu; trong thời gian đó Tobruk đã tạm thời được giải vây khi Tập đoàn quân 8 Anh gặp lực lượng bị vây.
28: Trận Moskva – Quân thiết giáp Đức tiến tới ngoại ô Moskva, gần kênh đào Moskva-Volga.
28: Lực lượng cuối cùng của Ý tại Đông Phi đầu hàng trong trận Gondar.

## Tháng 12 năm 1941

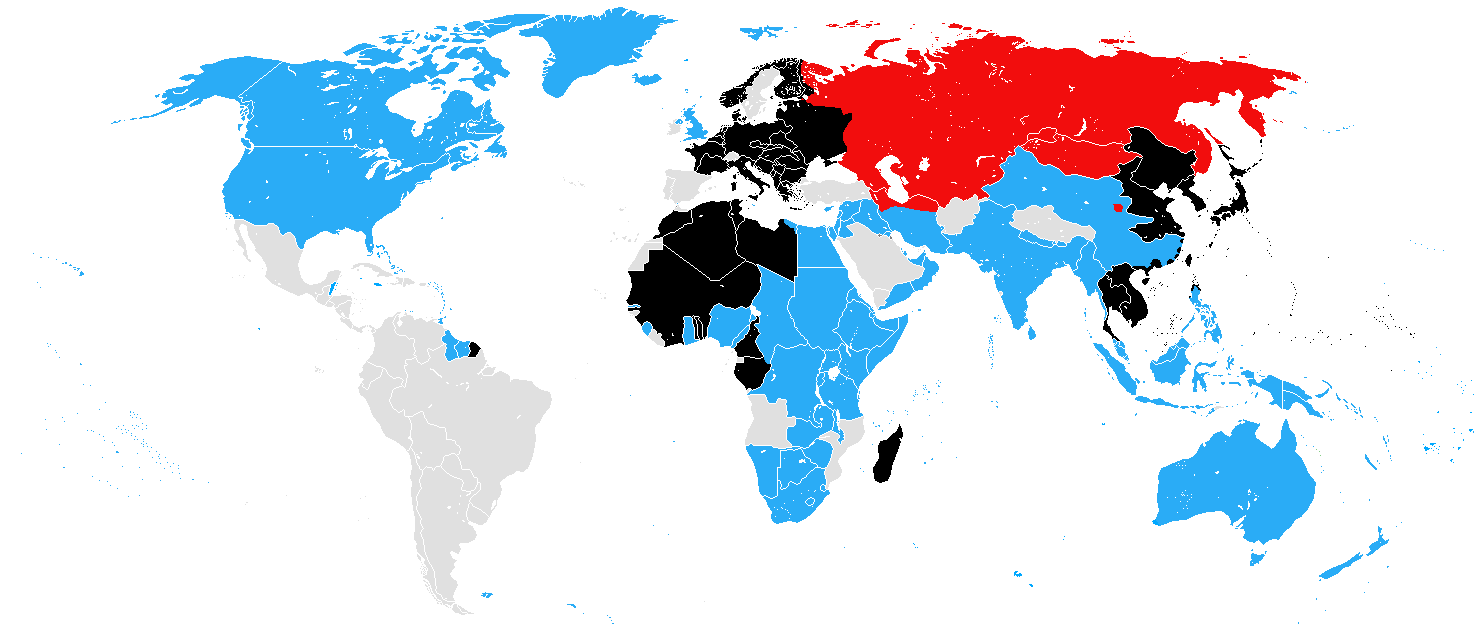
Tình trạng các cường quốc Đồng Minh và phe Trục, tháng 12 năm 1941.

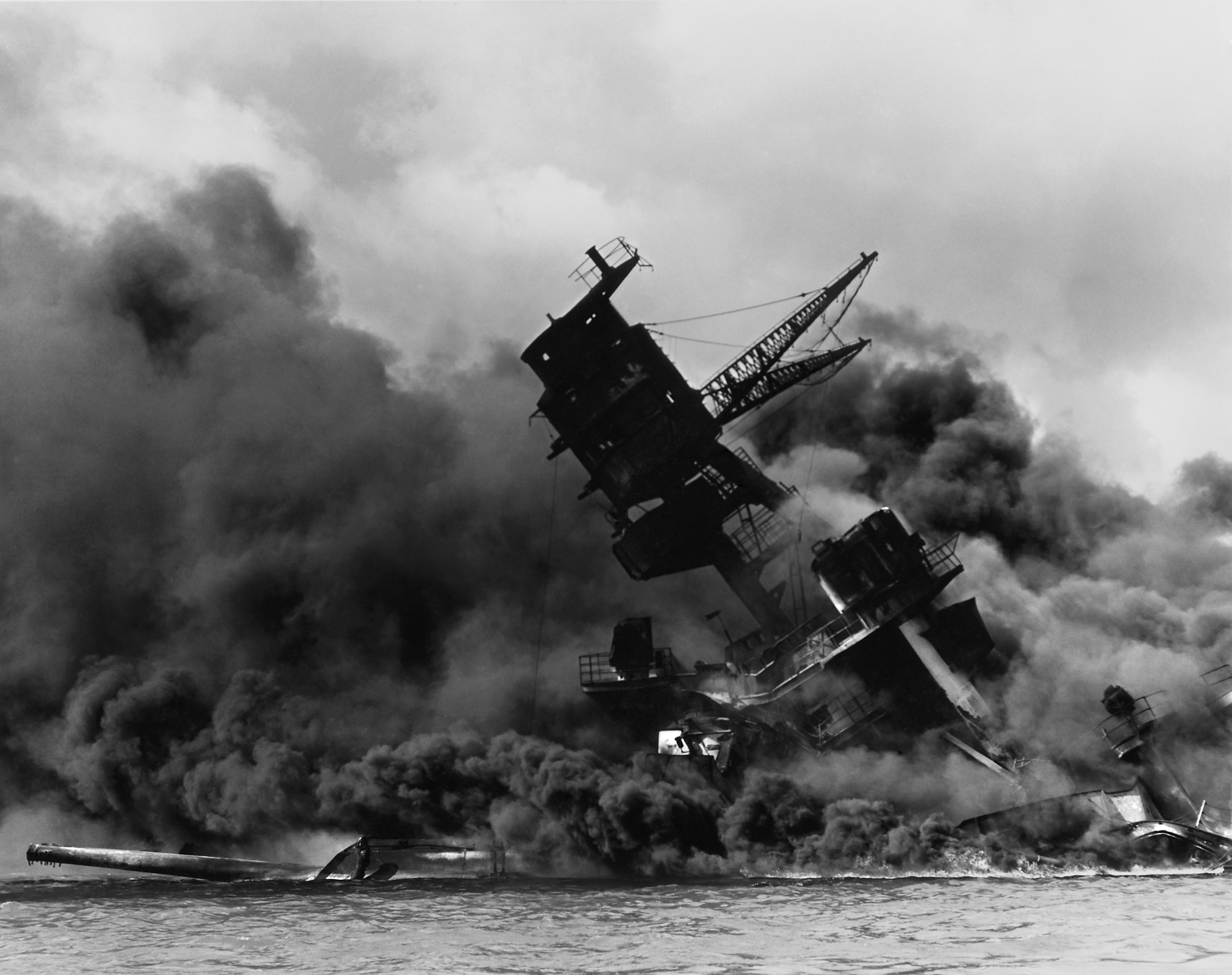
Tàu USS Arizona bốc cháy 2 ngày sau khi bị Nhật ném bom. Nhiều phần của con tàu đã được vớt lên, nhưng xác tàu đắm vẫn nằm dưới đáy Trân Châu Cảng cho đến ngày nay.

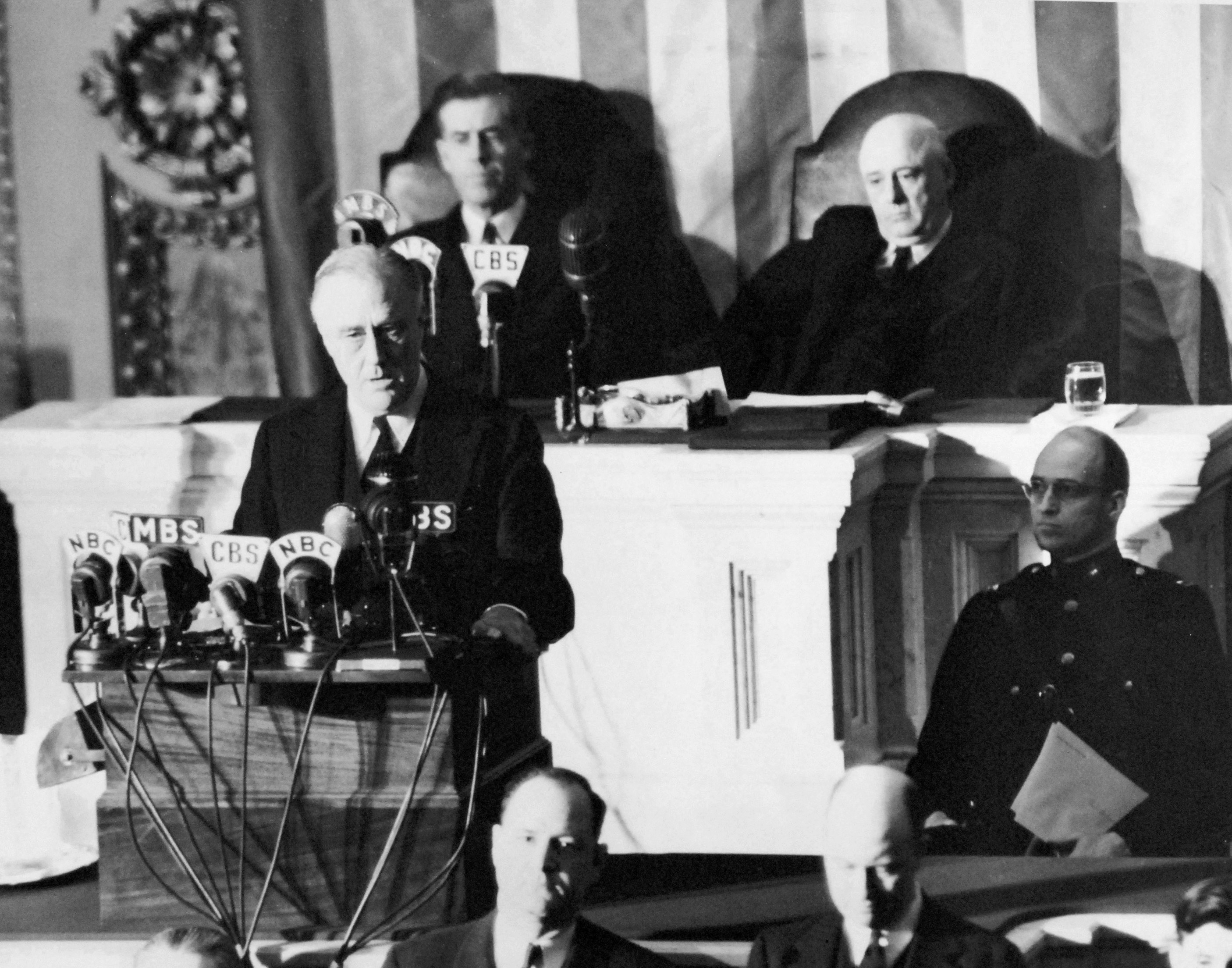
Roosevelt phát biểu Bài diễn văn Ô nhục trước Quốc hội.

1: Malta chịu cuộc không kích thứ 1.000.
1: Fiorello H. La Guardia ban hành Lệnh Hành chính số 9, thành lập Đội Tuần Phòng Hàng Không Dân Dụng (Civil Air Patrol) cho lực lượng Tuần tra Duyên hải Hoa Kỳ và đặt dưới quyền chỉ huy của thiếu tướng John F. Curry.
1: Khoảng 20.000 người Do Thái được lệnh chuyển vào khu Do Thái Stanisławów, và những người không phải Do Thái được lệnh chuyển ra.
1: Sĩ quan SS Karl Jäger báo cáo về "Cuộc thanh lọc Do Thái Litva" với một số ngoại lệ.
2: Thủ tướng Nhật Tojo bác bỏ những "thăm dò hòa bình" của Hoa Kỳ.
2: Một đội tuần tra công binh tác chiến Đức tiến tới thị trấn Khimki, ngoại vi tuyến phòng thủ Moskva, địa điểm mà quân Đức tiến được tới gần thủ đô Liên Xô nhất.
3: Chế độ cưỡng bách tòng quân ở Anh mở rộng đến tất cả đàn ông từ 18 đến 50 tuổi. Phụ nữ cũng sẽ phục vụ trong các đội cứu hỏa và nhóm phụ trợ phụ nữ.
3: Các công nhân mỏ bản địa tại Congo thuộc Bỉ đình công.
3: 'Hoạt động Tội phạm' ở Khu Do Thái Vilna bắt đầu, tiếp diễn đến hôm sau. 157 người Do Thái bị giết tại Ponary.
4: Cuộc tấn công của Đức tại Moskva thất bại.
4: Các lực lượng hải quân và lục quân Nhật Bản tiếp tục tiến về phía Trân Châu Cảng và vùng Đông Nam Á.
5: Đức đình chỉ cuộc tiến công vào Moskva; Hồng quân Liên Xô bắt đầu phản công.
6: Anh tuyên chiến với Phần Lan.
6: 'Hoạt động Công nhân Gestapo' tại Khu Do Thái Vilna – 800 người Do Thái và 10 người Ba Lan bị bắn tại Ponary.
7: Nhật Bản mở cuộc tấn công vào Trân Châu Cảng, đồng thời tuyên chiến với Hoa Kỳ và Anh Quốc, xâm chiếm Thái Lan và Mã Lai thuộc Anh, không kích Guam, Hồng Kông, Philippines, Thượng Hải, Singapore và đảo Wake. Canada tuyên chiến với Nhật.
7: "Nghị định Đêm và Sương mù" của Đức ra lệnh thủ tiêu những người chống Quốc xã ở Tây Âu.
8: Hoa Kỳ, Anh Quốc, Hà Lan và New Zealand tuyên chiến với Nhật.
8: Quân Nhật chiếm quần đảo Gilbert (trong đó có Tarawa). Căn cứ Không quân Clark ở Philippines bị ném bom, nhiều máy bay Hoa Kỳ bị phá hủy trên mặt đất.
8: Quân Nhật tấn công Thái Lan trong trận Prachuab Khirikhan.
9: Trung Quốc chính thức tuyên chiến với Nhật, 4 năm sau khi 2 nước có chiến tranh với nhau kể từ Sự kiện Lư Câu Kiều ngày 7 tháng 7 năm 1937. Trung Quốc cũng tuyên chiến với Đức và Ý. Úc chính thức tuyên chiến với Nhật.
9: Các thợ mỏ đình công thuộc Liên minh Khai thác Mỏ Thượng Katanga tại Elizabethville, Congo thuộc Bỉ bị quân thuộc địa Bỉ bắn trong quá trình đàm phán, khoảng 70 người chết.
10: Tàu chiến-tuần dương HMS Repulse và thiết giáp hạm HMS Prince of Wales của Anh bị không quân Nhật đánh chìm ở Biển Đông.
11: Đức và Ý tuyên chiến với Hoa Kỳ. Hoa Kỳ đáp trả bằng cách tuyên chiến với 2 nước.
11: Hoa Kỳ đẩy lui nỗ lực đổ bộ của Nhật tại đảo Wake.
11: Nhật Bản xâm chiếm Miến Điện.
12: Quân Nhật đổ bộ lên các đảo Samar, Jolo, Mindanao ở miền nam Philippines.
12: Hoa Kỳ và Anh Quốc tuyên chiến với Romania và Bulgaria sau khi bị các quốc gia này tuyên chiến; Ấn Độ tuyên chiến với Nhật.
12: Hoa Kỳ chiếm giữ tàu Normandie của Pháp.
13: Hungary tuyên chiến với Hoa Kỳ và Anh Quốc, 2 nước này cũng đáp trả bằng cách tuyên chiến với Hungary.
13: Quân Nhật do tướng Yamashita Tomoyuki chỉ huy tiếp tục tiến vào Mã Lai. Quân Nhật dưới quyền tướng Homma Masaharu đã được thiết lập vững chắc ở bắc Philippines. Hồng Kông bị đe dọa.
14: Tuần dương hạm HMS Galatea của Anh bị Tàu ngầm Đức U-557 đánh đắm ngoài khơi Alexandria, mở đầu cho một loạt thất bại của Hải quân Đồng Minh.
15: "Ngư lôi sống" của Ý đánh chìm 2 thiết giáp hạm Anh, HMS Queen Elizabeth và HMS Valiant tại cảng Alexandria.
15: Quân của Khối Thịnh vượng chung Anh đánh bật Rommel ra khỏi tuyến Gazala.
15: 'Hoạt động Gestapo Ngăn chặn' tại Khu Do Thái Vilna. 300 người Do Thái bị bắn tại Ponary.
16: Rommel ra lệnh rút lui toàn diện về El Agheila, điểm xuất phát của ông trong tháng 3 để chờ quân và xe tăng tiếp viện.
16: Nhật Bản xâm chiếm Borneo.
16: Cuộc tấn công của Đức tại Moskva hoàn toàn bị chặn đứng.
17: Trận Sevastopol bắt đầu.
18: Quân Nhật đổ bộ lên Đảo Hồng Kông.
19: Hitler trở thành tổng tư lệnh Lục quân Đức Quốc Xã (Heer).
19: HMS Neptune, tàu dẫn đầu Lực lượng K đâm phải mìn và bị chìm, 766 thủy thủ đoàn chỉ có một người sống sót.
20: Cuộc chiến giành đảo Wake tiếp tục, nhiều tàu Nhật bị đánh chìm hoặc đánh đắm.
20: Khu Do Thái Stanisławów chính thức đóng cửa với bên ngoài.
20: Tại Khu Do Thái Vilna, 400 người Do Thái bị dân quân Litva giết chết.
21: Tại Leningrad đang bị vây, thương vong tiếp tục tăng cao; ước tính có khoảng 3.000 người chết mỗi ngày vì đói và bệnh tật.
21: Tù nhân tại trại tập trung Bogdanovka bị thảm sát để dập dịch sốt phát ban. Khoảng 40.000 người chết.
22: Quân Nhật đổ bộ tại vịnh Lingayen, phía bắc đảo Luzon, Philippines.
22: Khai mạc Hội nghị Arcadia tại Washington, cuộc họp chính thức đầu tiên của các nhà lãnh đạo chính trị và quân sự Mỹ - Anh.
23: Quân Nhật đổ bộ lần thứ hai tại đảo Wake và giành thắng lợi, quân đồn trú Hoa Kỳ đầu hàng sau nhiều giờ chiến đấu.
23: Tướng Douglas MacArthur tuyên bố Manila là một "thành phố mở".
23: Quân Nhật đổ bộ lên Sarawak, Borneo.
24: Tại Philippines, các lực lượng Hoa Kỳ rút vào bán đảo Bataan.
24: Nhật Bản ném bom Rangoon.
24: Toàn bộ các khu Do Thái của Đức Quốc Xã ở châu Âu được lệnh phải tịch thu toàn bộ áo khoác lông và các loại lông thú khác của người Do Thái.
25: Hồng Kông đầu hàng quân Nhật.
25: Quân Đồng Minh tái chiếm Benghazi.
25: Hồng quân Liên Xô đổ bộ lên Kerch trên bán đảo Krym và chiếm giữ cho đến tháng 4 năm sau.
27: Biệt kích Anh và Na Uy tập kích cảng Vågsøy của Na Uy.
28: Lính dù Nhật đổ bộ tại Sumatra.